# Кюган
Кюган (фр. Cugand) — коммуна на западе Франции, регион Пеи-де-ла-Луар, департамент Вандея, округ Ла-Рош-сюр-Йон, кантон Мортань-сюр-Севр. Расположена в 31 км к юго-западу от Нанта, в 18 км от автомагистрали А83, на левом берегу реки Севр-Нантез. В центре коммуны находится железнодорожная станция Кюган линии Клисон-Шоле.
Население (2019) — 3 563 человека.

## История
До прихода римлян в Галлию это была территория галльского племени пиктонов. В галло-римский период Кюган был одним из форпостов вдоль Севра, в начале V века здесь была построена каменная крепость.
Приход Кюгана находился в зависимости от епархии Нанта. Кюган, как и соседние города области на границе регионов Бретань и Пуату, пользовался особыми привилегиями, прежде всего освобождением от части налогов. Отмена этих привилегий 4 августа 1789 года вызвала всеобщее возмущение: население Кюгана собралось для выражения протеста. Последующие за этим законы о Гражданском устройстве духовенства от 12 июля 1790 года и массовой мобилизации положили начало Вандейскому мятежу. 
Весной 1793 года восставшие заняли Клисон и прилегающие территории, в том числе и Кюган. Осенью с приходом дополнительных сил республиканцы освободили Клисон. Для ликвидации баз поддержки мятежников было образовано двенадцать «адских колонн», которым было поручено убивать и сжигать все, что попадалось под руку на их пути. Одна из них совершила несколько набегов на Кюган, в том числе наиболее кровавый 10 июня 1794 года, в результате которого было убито около 200 жителей. Всего в Кюгане в 1789 году проживало около 1800 человек.
Революция внесла и другие изменения. Законом от 15 января 1790 года были созданы департаменты и коммуны. По этой нарезке Кюган оказался в департаменте Вандея, что не понравилось местным жителям. Они написали жалобу генеральному прокурору с просьбой вернуть поселок в округ Клисон, с которым Кюган был связан на протяжении веков, но эта просьба осталась неудовлетворенной.
На протяжении XIX века Кюган был самым промышленно развитым муниципалитетом Вандеи. Традиционно основными видами деятельности его жителей было производство бумаги и ткачество. Для обоих этих производств использовалась вода из Севра. Закрытие последней прядильной фабрики в 1985 году положило конец истории, начавшейся в семнадцатом веке.

## Достопримечательности
- Гран-Мезон, башня XV века, часть бывшего шато Кюган
- Церковь Святого Петра
- Здание бывшей текстильной фабрики, сейчас офис организаторов фестиваля экстремальной музыки Hellfest

## Экономика
Структура занятости населения:
- сельское хозяйство — 1,6 %
- промышленность — 27,3 %
- строительство — 12,7 %
- торговля, транспорт и сфера услуг — 27,9 %
- государственные и муниципальные службы — 30,6 %

Уровень безработицы (2019) — 5,6 % (Франция в целом —  12,9 %, департамент Вандея — 10,5 %). 

Среднегодовой доход на 1 человека, евро (2019) — 23 270 (Франция в целом — 21 930, департамент Вандея — 21 550).

## Демография
Динамика численности населения, чел.

## Администрация
Пост мэра Кюгана с 2020 года занимает Сесиль Барро (Cécile Barreau), член Совета департамента Вандея от кантона Мортань-сюр-Севр. На муниципальных выборах 2020 года возглавляемый ею правый список победил в 1-м туре, получив 54,71 % голосов.
| Период | Период | Фамилия                  | Партия        | Примечания                                         |
| ------ | ------ | ------------------------ | ------------- | -------------------------------------------------- |
| 1969   | 1983   | Дениз Леруа              |               | домовладелец                                       |
| 1983   | 1995   | Марсель-Пьер Степановски |               | домовладелец                                       |
| 1995   | 2020   | Жоэль Кайо               | Разные правые | тренер-консультант                                 |
| 2020   |        | Сесиль Барро             | Разные правые | государственный служащий, член Совета департамента |

## Знаменитые уроженцы
- Габриэль-Жюльен Уврар (1770-1846), крупнейший французский финансист первой половины XIX века